# Bartels (cràter)
Bartels és un cràter d'impacte situat en el perímetre occidental de la cara visible de la Lluna. En aquest lloc el cràter s'albira lateralment, i la seva visibilitat des de la Terra es veu afectada per la libració. El cràter es pot veure íntegrament només des de l'òrbita lunar. Es troba al nord del cràter Moseley i al sud-sud-est de Voskresenskiy.

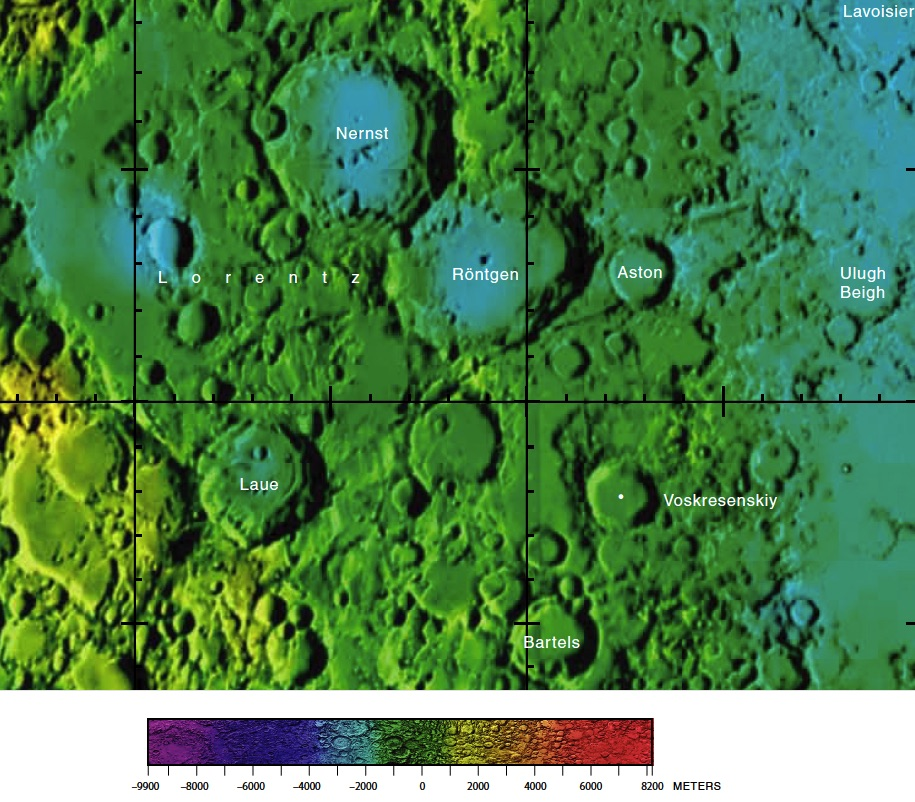
Localització de Bartels (a baix, centre-dreta)

La vora d'aquest cràter està desgastada i erosionada, en particular al llarg de la cara sud i en el nord-est, on apareix un petit cràter superposat. L'interior forma una plataforma gairebé plana a excepció d'un petit pic central desplaçat cap a l'oest del punt central, i es caracteritza per una sèrie de petits cràters.

## Cràters satèl·lit

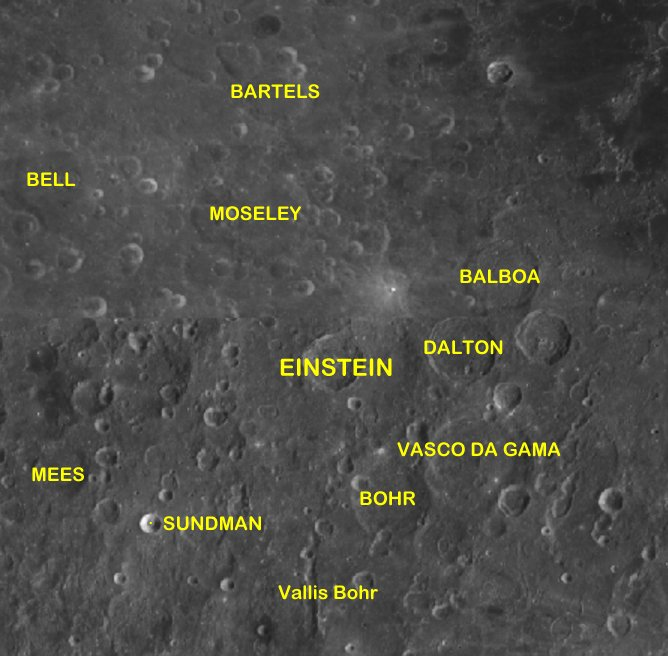
Entorn de Bartels

Per convenció aquests elements són identificats en els mapes lunars posant la lletra en el costat del punt central del cràter que està més prop de Bartels.
|         | \| Bartels \| Coordenades \| Diàmetre \| \| ------- \| ------------------------------------ \| -------- \| \| A \| 25° 42′ N, 89° 36′ O / 25.7°N,89.6°O \| 17 km \| |          |
| Bartels | Coordenades | Diàmetre |
| A       | 25° 42′ N, 89° 36′ O / 25.7°N,89.6°O | 17 km    |